# Сухонький
Сухонький — упразднённый посёлок в Тихорецком районе Краснодарского края России. На момент упразднения входил в состав Братского сельского округа. В 1997 посёлок исключен из учётных данных.

## География
Располагался на правом берегу реки Сухонькая (приток реки Тихонькая), примерно в 1 км (по прямой) к югу от окраины посёлка Мирный.

## История
Официально был зарегистрирован как населённый пункт 28.10.1958 года.
Постановлением заксобрания Краснодарского края от 27 мая 1997 года № 639-П посёлок исключен из учётных данных.